# Monte di Pietà (Roma)
Con Monte di pietà di Roma si indica un complesso immobiliare nel rione Regola e l'omonimo servizio di prestito su pegno che vi ebbe storicamente sede.

## Storia dell'istituzione

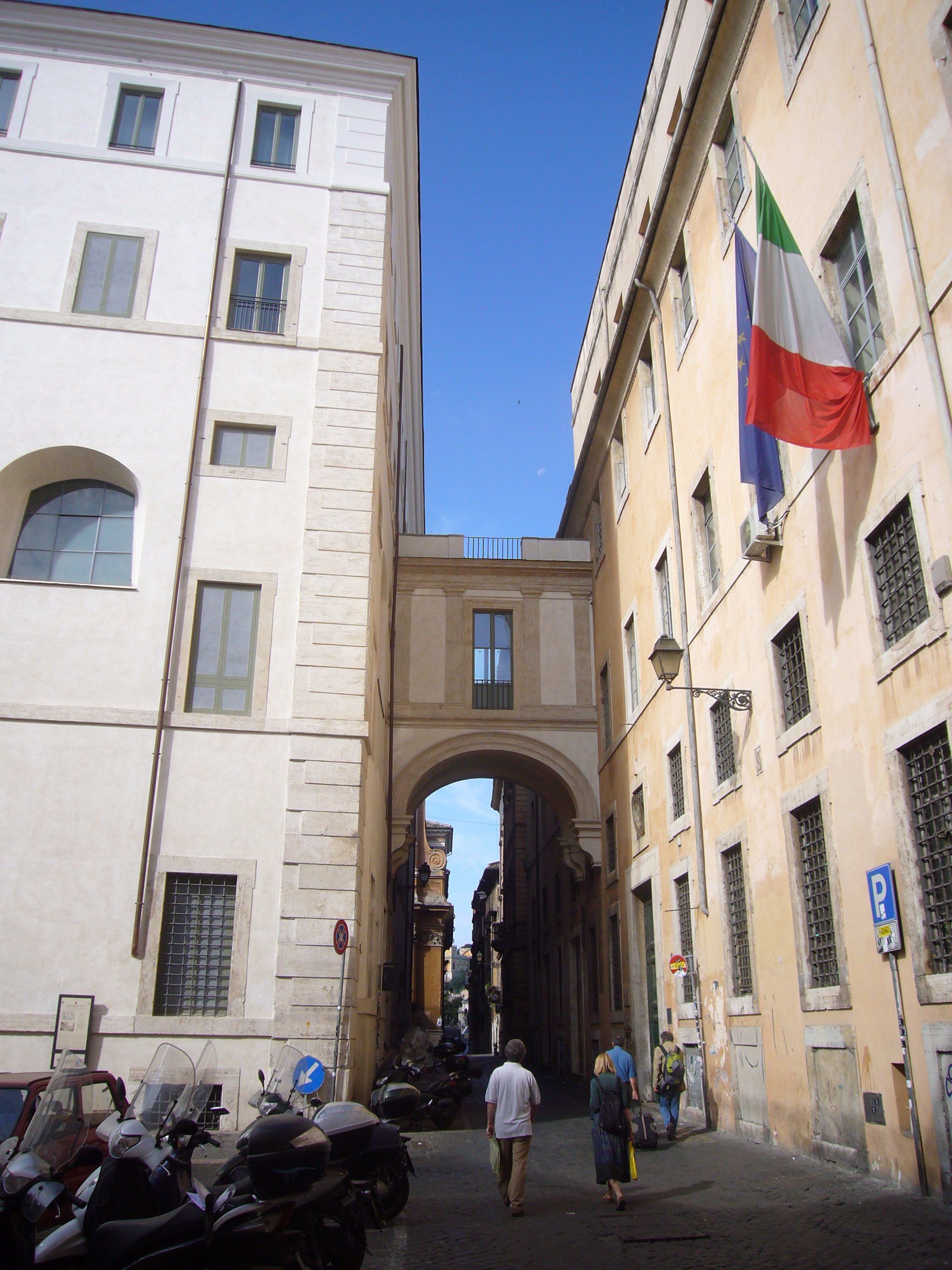
L'arco del Monte, facciata verso la piazza; a destra, la "Casa grande Barberini"

In confronto ad altre città dell'Italia centrale, l'istituzione del "Monte della Pietà" fu a Roma relativamente tardiva. Ne furono sollecitatori anche qui i Frati minori, e patrono papa Paolo III Farnese, che nel 1539 approvò la costituzione di una "Congregazione di persone facoltose, che prestassero ai Poveri denari sopra i pegni, rendendogli senza interesse alcuno al restituire de' denari". Il capitale iniziale venne fornito in forma di elemosina dai membri della Congregazione.
L'amministrazione fu inizialmente tenuta dal francescano padre Calvo che aveva sollecitato l'opera, e dopo di lui dai cardinali protettori dei francescani, tra i quali si distinse particolarmente Carlo Borromeo, che ne scrisse i primi regolamenti e pare fornisse nel suo palazzo la prima sede all'opera.
La prima sede fu ai Banchi Vecchi, vicino a Santa Lucia del Gonfalone, e non era neppure di proprietà della Congregazione; ma il successo dell'opera incrementava i depositi, che domandavano spazi sempre maggiori (va ricordato che i beni impegnabili erano di tutti i tipi e di tutti gli ingombri possibili): perciò nel 1585 papa Sisto V acquistò per 7.000 scudi un edificio ai Coronari; di questa sistemazione resta ancora traccia nella denominazione dei luoghi: vicolo e piazza di Monte vecchio. Ma anche questo spazio non bastò per molto.
In poco più di sessant'anni, e grazie anche all'attenzione di vari papi, tra i quali si distinsero Gregorio XIII (Boncompagni), Sisto V (Peretti) e Clemente VIII (Aldobrandini), il "sacro" Monte crebbe vigorosamente, sia nel giro di affari, che nelle funzioni, che nello spazio occupato, e assunse presto alcune funzioni di banco pubblico: già dal 1584 Gregorio XIII aveva voluto fare del Monte "il banco de' depositi che doveansi fare ne' giudizi civili, o per l'assicurazione delle sostanze de' pupilli e vedove". Sisto V permise che al Monte si facessero depositi di qualunque specie di somma si volesse".

### Organizzazione

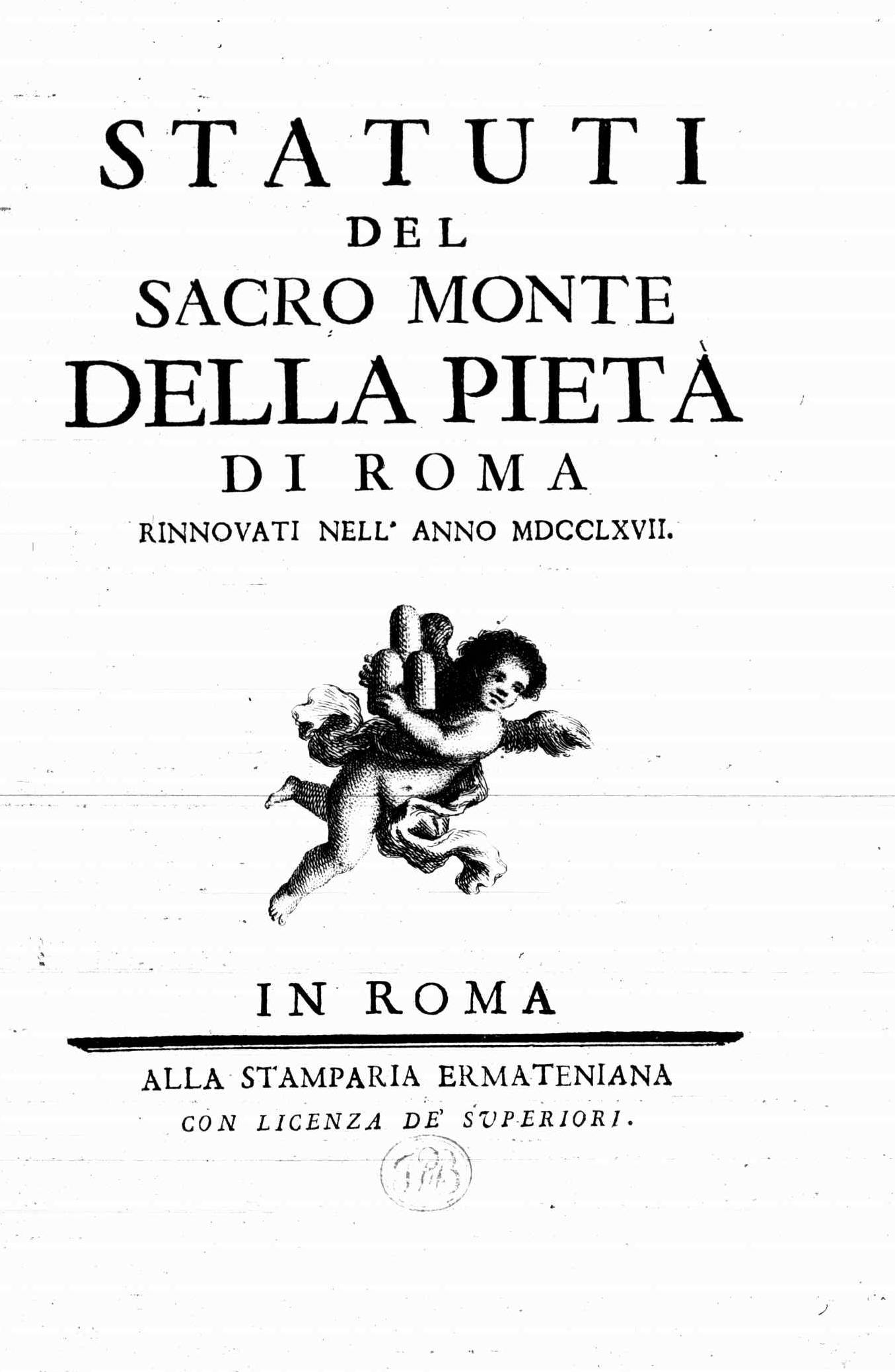
Statuti del Sacro Monte della Pietà di Roma rinnovati nell'anno 1767

La composizione della Congregazione si stabilizzò a 40 deputati, provenienti dalle principali famiglie della città; il fatto che ne facesse parte d'ufficio il tesoriere della Camera Apostolica indica la rilevanza che l'opera aveva assunto nell'orizzonte dell'economia cittadina. Il che ben si comprende, se si considera che il Monte divenne presto anche una vera e propria banca di deposito, che corrispondeva interessi ai depositanti, e inoltre luogo di custodia - di preziosi, ma anche di documenti - grazie alla apprezzata solidità degli edifici e alla sorveglianza costante che vi esercitava un apposito distaccamento di Svizzeri.
L'opera aveva poi anche una sorta di succursali, sparse nella città, ed erano i "rigattieri": si trattava di persone che, in cambio di un piccolo aggio, raccoglievano pegni di minor valore (fino a 4 scudi), li stimavano sotto la propria responsabilità ed esercitavano il prestito per conto e sotto il controllo del Monte, al quale poi conferivano i beni impegnati. Il sistema consentiva a chi ne avesse bisogno di trovare soldi anche quando il Monte era chiuso e allo stesso tempo di sottrarsi alle pressioni usurarie, in quanto il debito veniva contratto con il Monte, che garantiva la custodia del pegno e condizioni di rimborso certe e favorevoli.
Nel 1835 i dipendenti del Monte (comprese le guardie) erano un centinaio e costituivano una voce di spesa notevole per il bilancio pontificio.. L'organizzazione dell'opera era tuttavia così efficace e ordinata da essere fonte di ammirazione, anche per i visitatori stranieri.

### Consistenza e funzione economica
Il variare del tasso d'interesse e del valore dei prestiti ammessi e il progressivo incremento del capitale disponibile, a vario titolo, segnarono nei decenni l'evoluzione dall'attività del Monte da puramente caritativa a più propriamente bancaria; la sostanziale separazione tra le due avverrà al momento della nascita della Cassa di Risparmio di Roma nel 1836 (della quale del resto il Monte fu tra i primi azionisti).
Già dal 1611 Paolo V aveva autorizzato il Monte all'esercizio del prestito agrario fino a 2000 scudi, e poco dopo lo autorizzava ad erogare a soggetti economici importanti appartenenti allo Stato pontificio - grandi famiglie, ordini religiosi - prestiti anche ingenti, garantiti sui beni e ad un assai modesto tasso del 2%. La disponibilità si estese anche a personaggi stranieri, come Cristina di Svezia e il principe Sobieski. Nel XVIII secolo il Sacro Monte era divenuto praticamente la banca dello Stato pontificio, al quale concedeva sostanziosi prestiti, e per conto del quale esercitava le funzioni di depositeria camerale, e anche di zecca (dal 1749). Del resto dal 1724 le "cedole" rilasciate dal Monte come ricevuta di credito per depositi effettuati, erano state dichiarate pagabili al portatore, e circolavano quindi come una sorta impropria di carta moneta (talché era stata autorizzata anche l'emissione di cedole "a vuoto" - rilasciate cioè non a fronte di depositi materiali, ma di crediti vantati dal Monte verso il governo)..
La Repubblica romana del 1798 e le spese connesse alla guerra con la Francia

## Descrizione del palazzo

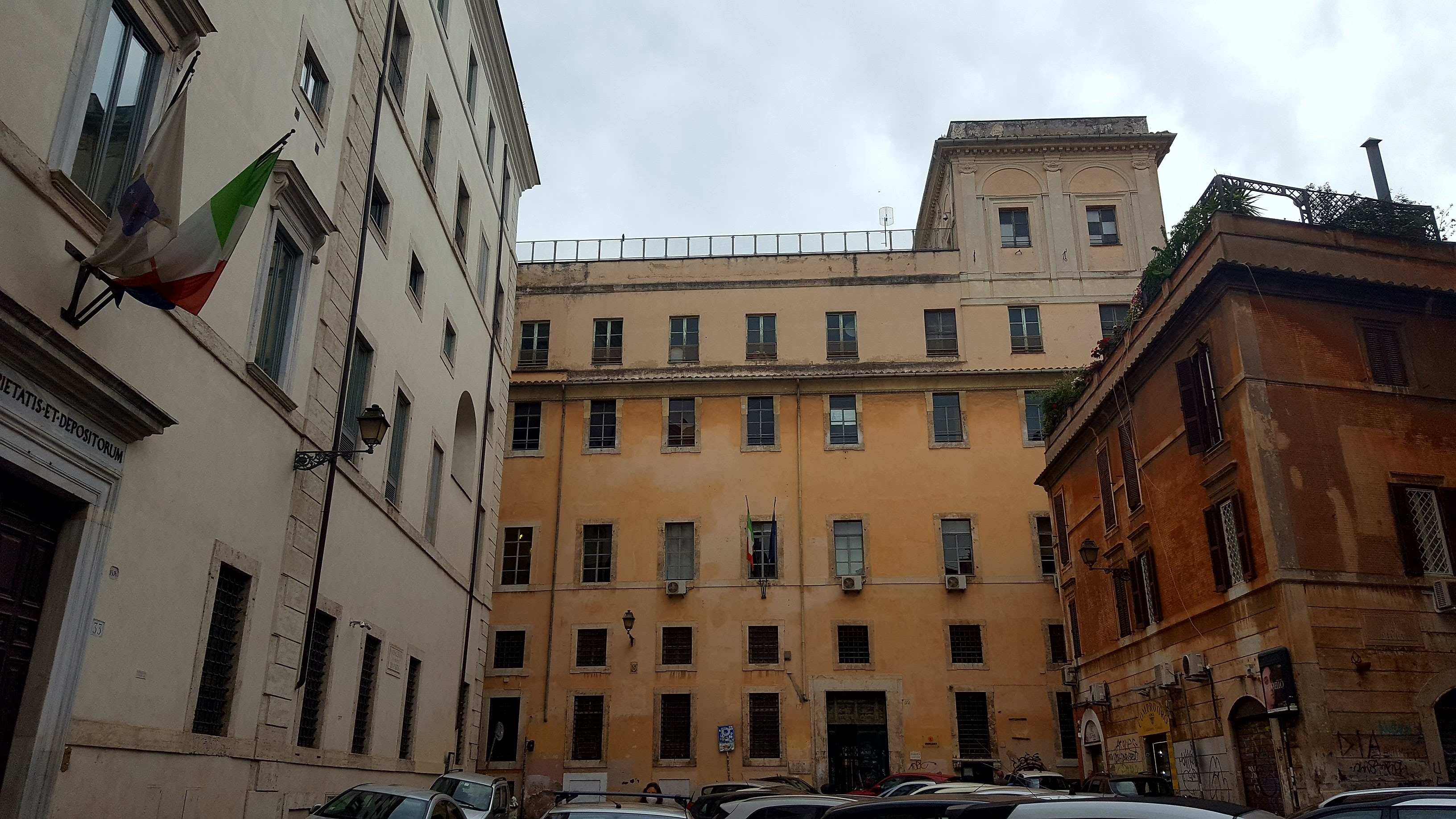
Casa Grande Barberini - via dell'Arco del Monte - Roma

Il Monte trovò la propria sede definitiva nel 1604, quando fu comperato un isolato composto da due immobili vicino alla Trinità dei Pellegrini, originariamente edificati dal cardinale Prospero Santacroce. Siccome anche questo spazio non bastava fu acquistato nel 1759 il terzo palazzo, la "Casa grande Barberini", (attuale sede del Liceo Vittoria Colonna)  sede della famiglia Barberini prima che Maffeo Barberini venisse eletto papa con il nome di Urbano VIII . Nel 1768 questo immobile fu collegato all'isolato principale con l'arco voltato detto appunto "Arco del Monte".